# Antonio Bonaldi
Antonio Bonaldi (L'Aquila, 7 novembre 1951) è un ex calciatore italiano, di ruolo attaccante.

## Carriera
Debutta in Serie C con il Pescara nel 1968. Dopo due stagioni si trasferisce al Napoli, tuttavia non trovando spazio in prima squadra con i partenopei, l'anno successivo torna in terza serie passando al Prato. Dopo una breve esperienza con il Sorrento, scende ulteriormente di categoria in Serie D con la Sangiovannese.
Torna nuovamente a giocare in Serie C con l'Empoli, dal 1974 al 1976, segnando 29 gol in due stagioni. Passa quindi al Como, in Serie B, dove rimane per due anni disputando 68 gare e segnando 17 reti. Ritorna a giocare in terza serie prima con la Lucchese e poi con l'Avezzano, in Serie C2, per terminare infine la carriera alla Fermana nel 1986.

## Palmarès

### Competizioni nazionali
- Serie D: 1

Sangiovannese: 1973-1974 (girone E)
- Campionato Interregionale: 1

Fermana: 1983-1984 (girone F)